# Західна Європа

Західна Європа.

Традиційні культурні кордони Європи: рекомендації щодо використання.

За́хідна Євро́па — політичний і географічний регіон Європи. Поняття «Захід» з’явилося в Європі разом зі «Сходом» і спочатку стосувалося стародавнього середземноморського світу, Римської імперії (як Західної, так і Східної) і середньовічного «християнського світу». Починаючи з епохи Відродження та епохи Великих географічних відкриттів, приблизно з 15-го століття, концепція Європи як «Заходу» повільно стала відрізнятися від домінуючого використання «християнства» як переважного ендоніма в цьому регіоні та зрештою замінила його. До епохи Просвітництва та промислової революції поняття «Східна Європа» та «Західна Європа» стали використовуватися більш регулярно. Особливість Західної Європи стала найбільш очевидною під час холодної війни, коли Європа протягом 40 років була розділена залізною завісою на Західний та Східний блоки, кожен з яких характеризувався різними політичними та економічними системами.

## Класифікація

### Геосхема ООН

Субрегіони Європи за геосхемою ООН.
Східна Європа
Північна Європа
Південна Європа
Західна Європа

Геосхема ООН — це система, розроблена Статистичним відділом ООН, яка поділяє країни світу на регіональні та субрегіональні групи на основі класифікації кодування M49. Поділ зроблено для статистичної зручності та не передбачає жодних припущень щодо політичної чи іншої приналежности держав або територій.
У геосхемі ООН такі держави класифікуються як Західна Європа:
- Австрія
- Бельгія
- Ліхтенштейн
- Люксембург
- Монако
- Нідерланди
- Франція
- Швейцарія

### EuroVoc

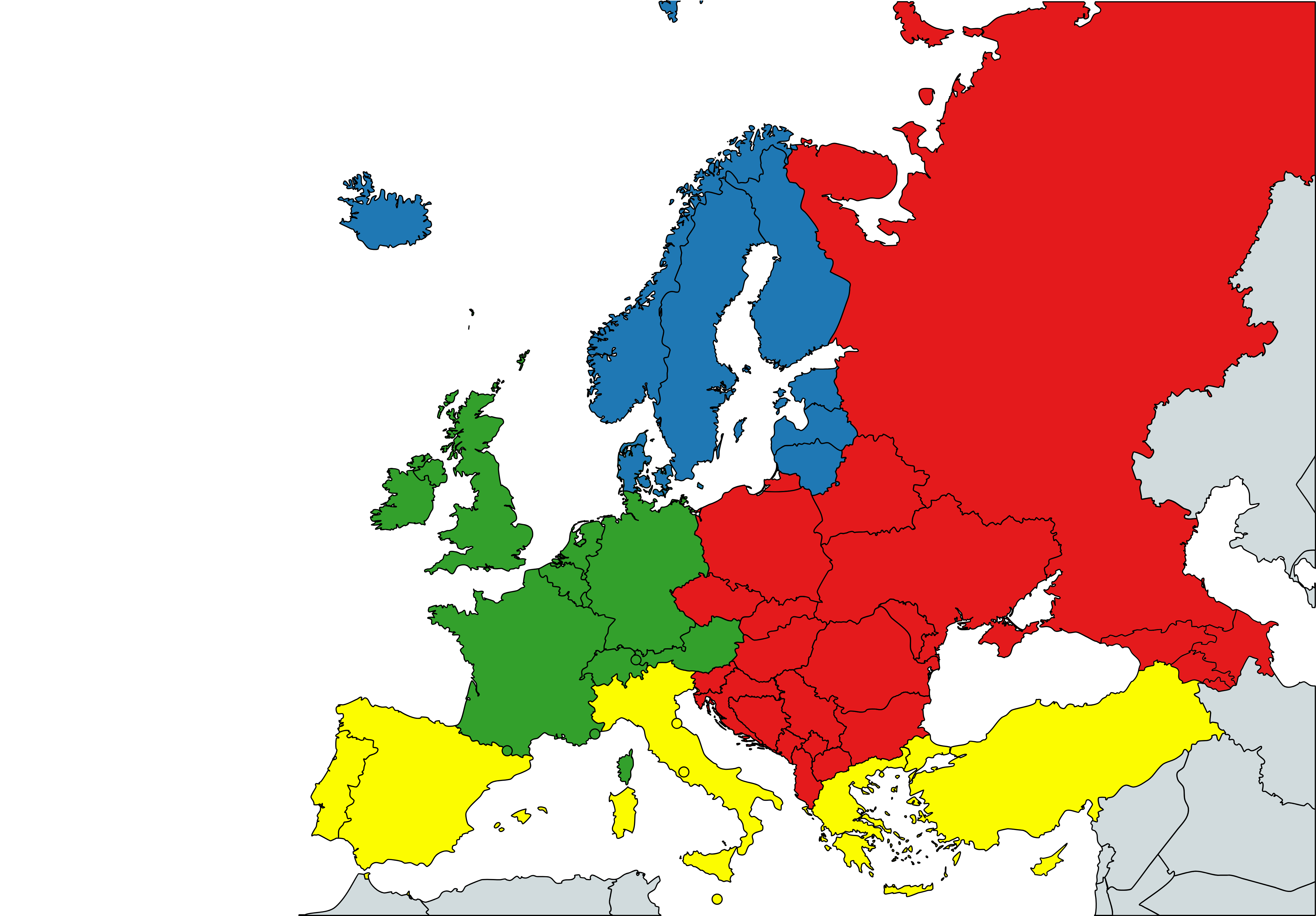
Європейські субрегіони згідно з EuroVoc:
Північна Європа
Західна Європа
Південна Європа
Центральна та Східна Європа

EuroVoc — це багатомовний тезаурус, який підтримується Офісом публікацій Європейського Союзу. У цьому тезаурусі країни Європи згруповані в субрегіони. До підгрупи Західна Європа входять такі країни:
- Австрія
- Андорра
- Бельгія
- Велика Британія
- Ірландія
- Ліхтенштейн
- Люксембург
- Монако
- Нідерланди
- Франція
- Швейцарія

### ЦРУ

Регіони Європи на основі Всесвітньої книги фактів ЦРУ:
Північна Європа
Західна Європа
Центральна Європа
Південно-Західна Європа
Південна Європа
Південно-Східна Європа
Східна Європа

Центральне розвідувальне управління Сполучених Штатів Америки класифікує сім держав як належних до «Західної Європи»:
- Бельгія
- Велика Британія
- Ірландія
- Люксембург
- Монако
- Нідерланди
- Франція

Центральне розвідувальне управління також класифікує три країни як такі, що належать до «Південно-Західної Європи»:
- Андорра
- Іспанія
- Португалія

## Історія

### Античність

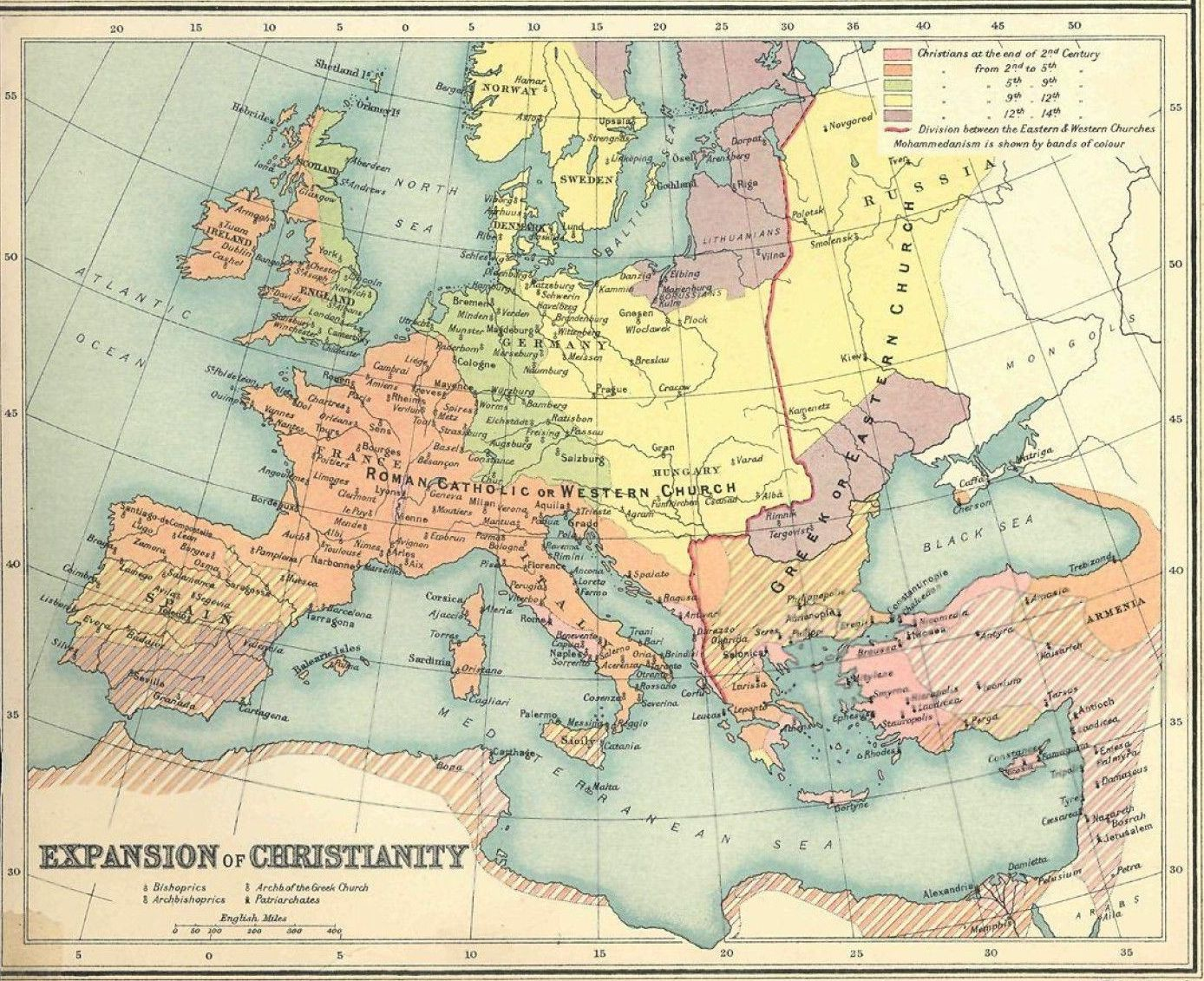
Розкол Християнської церкви 1054 року (Східно-Західний розкол) у християнстві.

До римського завоювання значна частина Західної Європи прийняла нещодавно розвинену латенську культуру. У міру розширення римського володіння виник культурний і мовний поділ між переважно грецькомовними східними провінціями, які сформували високоурбанізовану елліністичну цивілізацію, та західними територіями, які, навпаки, переважно прийняли латинську мову. Цей культурний і мовний поділ був зрештою посилений пізнішим політичним поділом Римської імперії на схід і захід. Західна Римська імперія та Східна Римська імперія контролювали два різні регіони між 3-м і 5-м століттями.
Поділ між цими двома був посилений протягом пізньої античності та середньовіччя через низку подій. Розпад Західної Римської імперії, початок Раннього Середньовіччя. Проте, Східна Римська імперія, здебільшого відома як Візантійська імперія, вижила і навіть процвітала ще 1000 років. Підйом імперії Каролінгів на заході, і зокрема Великий розкол між східним православ’ям і римо-католицитвом, посилили культурну та релігійну відмінність між Східною та Західною Європою.
Після завоювання Візантійської імперії, центру Східної Православної Церкви, мусульманською Османською імперією в XV столітті та поступового роздроблення Священної Римської імперії (яка замінила Каролінгську імперію), поділ між римо-католиками та протестантами стала важливішою в Європі, ніж зі східним православ’ям.
У Східній Азії, Західній Європі історично називали taixi в Китаї та taisei в Японії, що дослівно перекладається як «Далекий Захід». Термін Далекий Захід став синонімом Західної Європи в Китаї під час династії Мін. Італійський священик-єзуїт Маттео Річчі був одним із перших письменників у Китаї, хто використав Далекий Захід як азійський аналог європейської концепції Далекого Сходу. У творах Річчі Річчі називав себе «Маттео Далекого Заходу». Термін все ще використовувався наприкінці 19-го та на початку 20-го століть.

### Релігія
Християнство є найбільшою релігією в Західній Європі. Згідно з дослідженням Дослідницького центру П'ю 2018 року, 71,0% західноєвропейців вважають себе християнами.
У 1054 році Східно-Західна схизма розділила християнство на західне та східне. Це розділило Європу на дві частини: Західну Європу в основному підпорядковувала Католицька церква, а Східну - в основному центром була Східна православна церква. Починаючи з Реформації в XVI столітті, протестантизм також став основною конфесією в Європі, а східні протестантські та східні католицькі (зокрема, греко-католики) деномінації також з’явилися в Центральній та Східній Європі.

### Холодна війна

Політичні сфери впливу в Європі під час холодної війни; нейтральні держави (заштриховані сірим або світло-блакитним), які неофіційно вважаються західноорієнтованими, але формально не приєднані до Заходу.

Протягом чотирьох десятиліть холодної війни визначення Сходу і Заходу було спрощено існуванням Східного блоку. Ряд істориків і соціологів вважають визначення Західної та Східної Європи часів холодної війни застарілим.
На завершальному етапі Другої світової війни майбутнє Європи було вирішено між союзниками на Ялтинській конференції 1945 року, між британським прем'єр-міністром Вінстоном Черчиллем, президентом США Франкліном Рузвельтом і диктатором Радянського Союзу Йосипом Сталіном.

Післявоєнна Європа була розділена на дві великі сфери: Західний блок під впливом Сполучених Штатів і Східний блок під впливом Радянського Союзу. З початком холодної війни Європу розділила залізна завіса. Цей термін використовувався під час Другої світової війни німецьким міністром пропаганди Йозефом Геббельсом, а пізніше графом Людвігом Шверіном фон Крозігом в останні дні війни; однак використання цього терміна було надзвичайно популяризовано Вінстоном Черчиллем, який використав його у своїй знаменитій промові «Сухожилля миру» 5 березня 1946 року у Вестмінстерському коледжі у Фултоні, штат Міссурі:
Від Щецина в Балтійському морі до Трієста в Адріатичному морі «залізна завіса» опустилася через континент. За цією лінією розташовані всі столиці стародавніх держав Центральної та Східної Європи. Варшава, Берлін, Прага, Відень, Будапешт, Белград, Бухарест і Софія; усі ці відомі міста та населення навколо них лежать у тому, що я повинен назвати радянською сферою, і всі вони піддаються, в тій чи іншій формі, не тільки радянському впливу, але й дуже високому, а в деяких випадках і зростаючому контролю з боку Москви.
Хоча деякі держави були офіційно нейтральними, їх класифікували відповідно до характеру їхніх політичних та економічних систем. Цей поділ значною мірою визначає сприйняття та розуміння населенням Західної Європи та її кордонів зі Східною Європою.
Світ кардинально змінився після падіння залізної завіси в 1989 році. Західна Німеччина мирно поглинула Східну Німеччину в результаті возз'єднання Німеччини. Рада економічної взаємодопомоги і Варшавський договір були розпущені, а в 1991 році Радянський Союз припинив своє існування. Кілька країн, які входили до Радянського Союзу, відновили повну незалежність.

### Західноєвропейський союз

Країни-члени Західноєвропейського Союзу (1995–2011).

У 1948 році між Бельгією, Францією, Люксембургом, Нідерландами та Сполученим Королівством було підписано Брюссельський договір. Він був переглянутий у 1954 році на Паризькій конференції, коли було створено Західноєвропейський Союз. Він був розпущений у 2011 році після Лісабонського договору, а Брюссельський договір був денонсований. Коли Західноєвропейський Союз був розпущений, до нього входило 10 держав. Крім того, вона мала 6 країн-асоційованих членів, 7 країн-асоційованих партнерів і 5 країн-спостерігачів.

## Мови
Західноєвропейські мови здебільшого належать до двох індоєвропейських мовних сімей: романських мов, що походять від латинської мови Римської імперії; і германські мови, прабатьківщина яких (прагерманська) походила з півдня Скандинавії. Романські мови поширені в основному в південній і центральній частині Західної Європи, германські — в північній частині (Британські острови і низинні країни), а також у значній частині Північної та Центральної Європи.
Інші західноєвропейські мови включають кельтську групу (тобто ірландську, шотландську ґельську, менську, валлійську, корнську та бретонську) і баскську, єдину нині живу європейську мовну ізоляцію.
Сьогодні захист регіональних мов є визнаними політичними цілями в Західній Європі. Рамкова конвенція Ради Європи про захист національних меншин і Європейська хартія регіональних мов або мов меншин створили правову основу для мовних прав у Західній Європі.

## Економіка
Західна Європа є одним із найбагатших регіонів світу. Німеччина має найвищий валовий внутрішній продукт у Європі та найбільше фінансове сальдо з усіх країн, Люксембург має найвищий у світі ВВП на душу населення, а Німеччина має найвищий чистий національний багатство з усіх європейських держав.
Швейцарія та Люксембург мають найвищу середню заробітну плату у світі відповідно в номінальному вираженні та ПКС. Норвегія займає найвище місце в світі за індексом соціального прогресу.

## Клімат

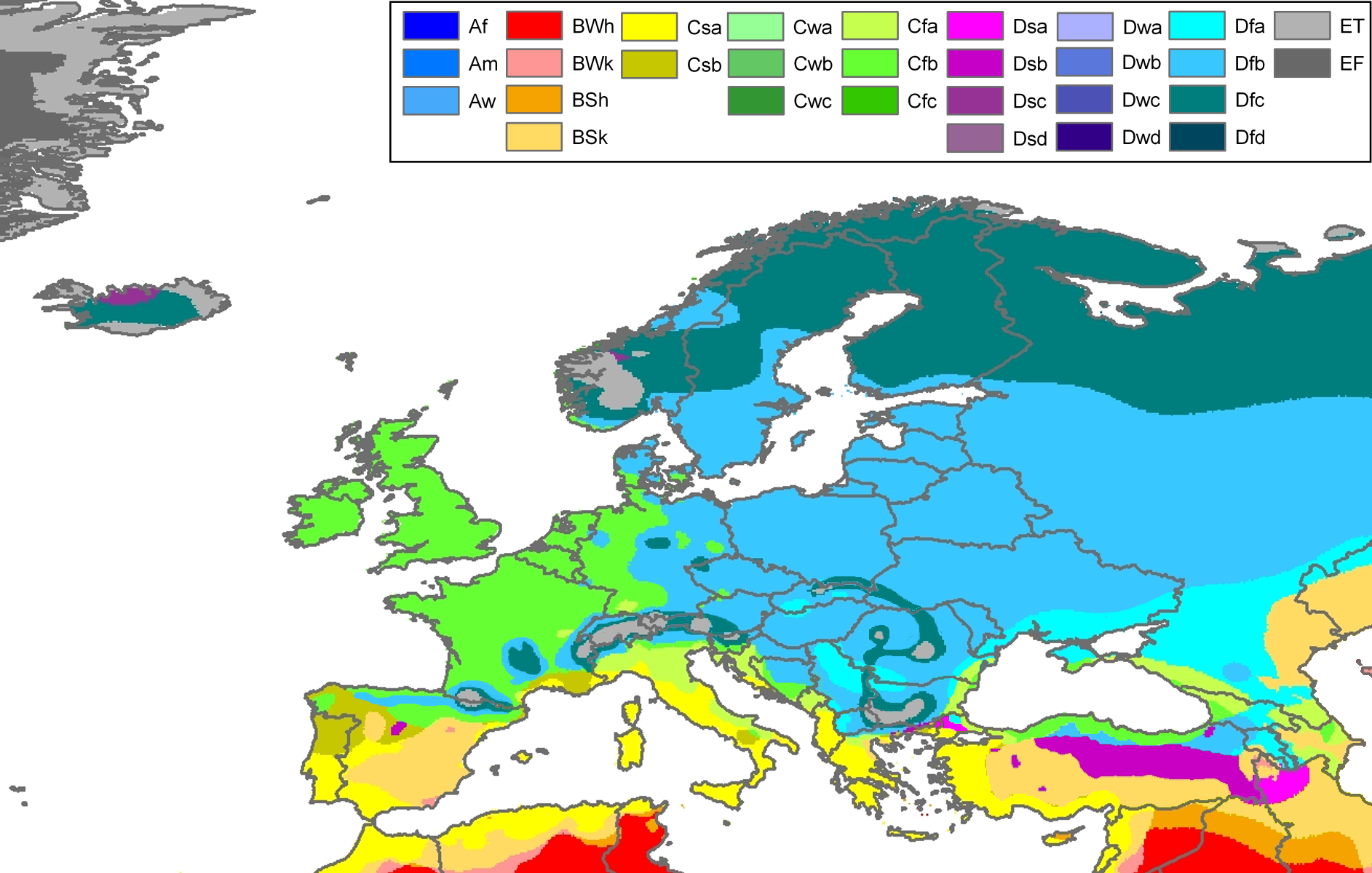
Європейський клімат. Кліматична карта Кеппена-Ґейгера представлена Відділом кліматичних досліджень Університету Східної Англії та Центром глобальної кліматології опадів Deutscher Wetterdienst.

Клімат Західної Європи змінюється від середземноморського на узбережжі Італії, Португалії та Іспанії до альпійського в Піренеях і Альпах. Середземноморський клімат на півдні сухий і теплий. Західна і північно-західна частини мають м'який, загалом вологий клімат під впливом Північноатлантичної течії. Західна Європа є гарячою точкою хвилі спеки, демонструючи тенденції до зростання, які є в три-чотири рази швидшими порівняно з рештою північних середніх широт.

## Населення
| Країна     | Населення (2011 est.) | Населення (2000 est.) | -/+       | %       | Столиця    | Щільність (km²) |
| ---------- | --------------------- | --------------------- | --------- | ------- | ---------- | --------------- |
| Австрія    | 8,414,638             | 8,002,186             | 412,452   | 4.90 %  | Відень     | 101             |
| Бельгія    | 11,007,020            | 10,296,350            | 710,670   | 6.45 %  | Брюссель   | 366             |
| Франція    | 65,821,885            | 60,537,977            | 5,283,908 | 8.02 %  | Париж      | 118             |
| Люксембург | 511,840               | 433,600               | 78,240    | 15.28 % | Люксембург | 208             |
| Нідерланди | 16,699,600            | 15,863,950            | 835,650   | 5.00 %  | Амстердам  | 498             |
| Швейцарія  | 7,866,500             | 7,162,444             | 704,056   | 8.95 %  | Берн       | 196             |